# Vîhin, Kostopil
Vîhin (în ucraineană Вигін) este un sat în comuna Zlazne din raionul Kostopil, regiunea Rivne, Ucraina.

## Demografie
Componența lingvistică a localității Vîhin
     Ucraineană (99,75%)
     Alte limbi (0,25%)
Conform recensământului din 2001, majoritatea populației localității Vîhin era vorbitoare de ucraineană (99,75%), existând în minoritate și vorbitori de alte limbi.